# Geron gibbosus
Geron gibbosus är en tvåvingeart som först beskrevs av Olivier 1789.  Geron gibbosus ingår i släktet Geron och familjen svävflugor. Inga underarter finns listade i Catalogue of Life.